# Campanula euclasta
Campanula euclasta är en klockväxtart som beskrevs av Pierre Edmond Boissier. Campanula euclasta ingår i släktet blåklockor, och familjen klockväxter. Inga underarter finns listade i Catalogue of Life.